# سعيد براهمي
سعيد براهمي، لاعب كرة قدم قطري من يلعب حالياً في نادي الخور.
مثل المنتخب القطري تحت 20 سنة

## روابط خارجية
- سعيد براهمي على موقع قاعدة بيانات كرة القدم.إي يو (الإنجليزية)
- سعيد براهمي على موقع Soccerway.com (الإنجليزية)